# Liste der Stolpersteine in Kronberg im Taunus
In der Liste der Stolpersteine in Kronberg im Taunus werden die vorhandenen Gedenksteine aufgeführt, die im Rahmen des Projektes Stolpersteine des Künstlers Gunter Demnig bisher in Kronberg im Taunus verlegt worden sind.

## Verlegte Stolpersteine
| Adresse                                     | Name               | Inschrift | Verlegedatum  | Bild                                                           | Lage                                                           | Anmerkung |
| ------------------------------------------- | ------------------ | --- | ------------- | -------------------------------------------------------------- | -------------------------------------------------------------- | --------- |
| Heinrich-Winter-Straße 12 (Standort)        | Anna Maria Borsch  | Hier wohnte Anna Maria Borsch Verh. Ostrowka Jg. 1900 Umzug Frankreich Interniert Royallieu Deportiert 1943 Auschwitz Ermordet 3.4.1943 | 18. Dez. 2019 |                                                                | Kronberg im Taunus Wohnhauslage Stolperstein Anna Maria Borsch |           |
| Talstraße 6 (Standort)                      | Peter Anton Ried   | Hier wohnte Peter Anton Ried Jg. 1900 Eingewiesen 1930 Pflegeanstalt Scheuern ´Verlegt’ 24.3.1941 Hadamar Ermordet 24.3.1941 Aktion T4  | 18. Dez. 2019 |                                                                | Abbildung Stolperstein                                         |           |
| Katharinenstraße 7 (Standort)               | Emma Bonn          | Hier wohnte Emma Bonn Jg. 1879 Deportiert Theresienstadt Tot 24.6.1942                                                                  | 9. März 2007  | Abbildung Stolperstein                                         |                                                                |           |
| Walter-Schwagenscheidt-Straße 11 (Standort) | Helene Braubach    | Hier wohnte Helene Braubach Jg. 1905 Denunziert 1937 Gestapohaft 1937 Frankfurt Erhängt aufgefunden Tot 26.4.1937                       | 9. März 2007  | Abbildung Stolperstein                                         | Kronberg, Walter-Schwagenscheidt-Straße 11                     |           |
| Wilhelm-Bonn-Straße 2 (Standort)            | Anni Franck        | Hier wohnte Anni Franck Jg. 1880 Deportiert 1942 Theresienstadt Tot 7.10.1942                                                           | 9. März 2007  | Kronberg, Wilhelm-Bonn-Straße 2, Stolpersteine                 | Abbildung Stolperstein                                         |           |
| Wilhelm-Bonn-Straße 2 (Standort)            | Clara Greding      | Hier wohnte Clara Greding Geb. Franck Jg. 1879 Deportiert 1943 Auschwitz Ermordet 1.2.1944                                              | 9. März 2007  | Kronberg, Wilhelm-Bonn-Straße 2, Stolpersteine                 | Abbildung Stolperstein                                         |           |
| Frankfurter Straße 4 (Standort)             | Julius Grünebaum   | Hier wohnte Julius Grünebaum Jg. 1892 Deportiert Auschwitz Ermordet 31.10.1943                                                          | 9. März 2007  | Abbildung Stolperstein                                         | Kronberg, Frankfurter Straße 4                                 |           |
| Oberer Aufstieg 2 (Standort)                | Gottfried Kapp     | Hier wohnte Gottfried Kapp Jg. 1897 Gestapohaft 1938 Frankfurt/M. Sturz aus dem Fenster Tot 21.11.1938                                  | 9. März 2007  | Abbildung Stolperstein                                         | Kronberg, Oberer Aufstieg 2                                    |           |
| Friedrich-Ebert-Straße 20 (Standort)        | Georg Krug         | Hier wohnte Georg Krug Jg. 1901 Verhaftet 1942 KZ Mauthausen Ermordet 27.4.1942                                                         | 9. März 2007  | Abbildung Stolperstein                                         | Kronberg, Friedrich-Ebert-Straße 20                            |           |
| Limburger Straße 18 (Standort)              | Jacob Niederhäuser | Hier wohnte Jacob Georg Niederhäuser Jg. 1890 Eingewiesen 1942 ´Heilanstalt´ Eichberg/Kiedrich ´Heilanstalt´ Hadamar Ermordet 25.5.1944 | 9. März 2007  | Abbildung Stolperstein Jacob Niederhäuser, Limburger Straße 18 | Limburger Straße 18                                            |           |
| Talstraße 5 (Standort)                      | Emilie Ochs        | Hier wohnte Emilie Ochs Jg. 1899 Eingewiesen 1939 ´Heilanstalt´ Eichberg/Kiedrich Ermordet April 1941                                   | 9. März 2007  | Kronberg, Talstraße 5, Stolperstein Emilie Ochs                | Abbildung Stolperstein                                         |           |
| Mauerstraße 15 (Standort)                   | Karl Roser         | Hier wohnte Karl Roser Jg. 1898 Mehrfach verhaftet Zuletzt 1941 KZ Buchenwald 1942 KZ Dachau Ermordet 7.8.1942                          | 9. März 2007  | Kronberg, Mauerstraße 15, Stolperstein Karl Roser              | Abbildung Stolperstein                                         |           |
| Eichenstraße 26 (Standort)                  | Elise Roth         | Hier wohnte Elise Roth Geb. Strauss Jg. 1885 Deportiert Auschwitz Ermordet 8.11.1943                                                    | 9. März 2007  | Kronberg, Eichenstraße 28, Stolpersteine                       | Abbildung Stolperstein                                         |           |
| Eichenstraße 26 (Standort)                  | Walter Roth        | Hier wohnte Walter Roth Jg. 1914 Deportiert Buchenwald Ermordet 14.2.1945                                                               | 9. März 2007  | Kronberg, Eichenstraße 28, Stolpersteine                       | Abbildung Stolperstein                                         |           |
| Grabenstraße 7 (Standort)                   | Friedel Weil       | Hier wohnte Friedel Weil Geb. Tannenbaum Jg. 1909 Deportiert 1943 Auschwitz Ermordet 10.12.1943                                         | 9. März 2007  | Kronberg, Grabenstraße 7, Stolperstein Friedel Weil            | Abbildung Stolperstein                                         |           |
| Pferdstraße 10 (Standort)                   | Wilhelm Zentgraf   | Hier wohnte Wilhelm Zentgraf Jg. 1889 Gestapohaft 1939 KZ Sachsenhausen Buchenwald Ravensbrück Ermordet 1945                            | 9. März 2007  | Kronberg, Pferdstraße 10, Stolperstein Wilhelm Zentgraf        | Abbildung Stolperstein                                         |           |